# Wilmot (New Hampshire)
Pour les articles homonymes, voir Wilmot.
Wilmot est une municipalité américaine située dans le comté de Merrimack au New Hampshire. Selon le recensement de 2010, sa population est de 1 358 habitants.

## Géographie
La municipalité s'étend sur 29,72 milles carrés (76,97 km2), dont 0,21 milles carrés (0,54 km2) d'étendues d'eau.

## Histoire
Wilmot devient une municipalité indépendante de New London en 1807. Elle est nommée en l'honneur du docteur James Wimot,.